# Дорожное движение

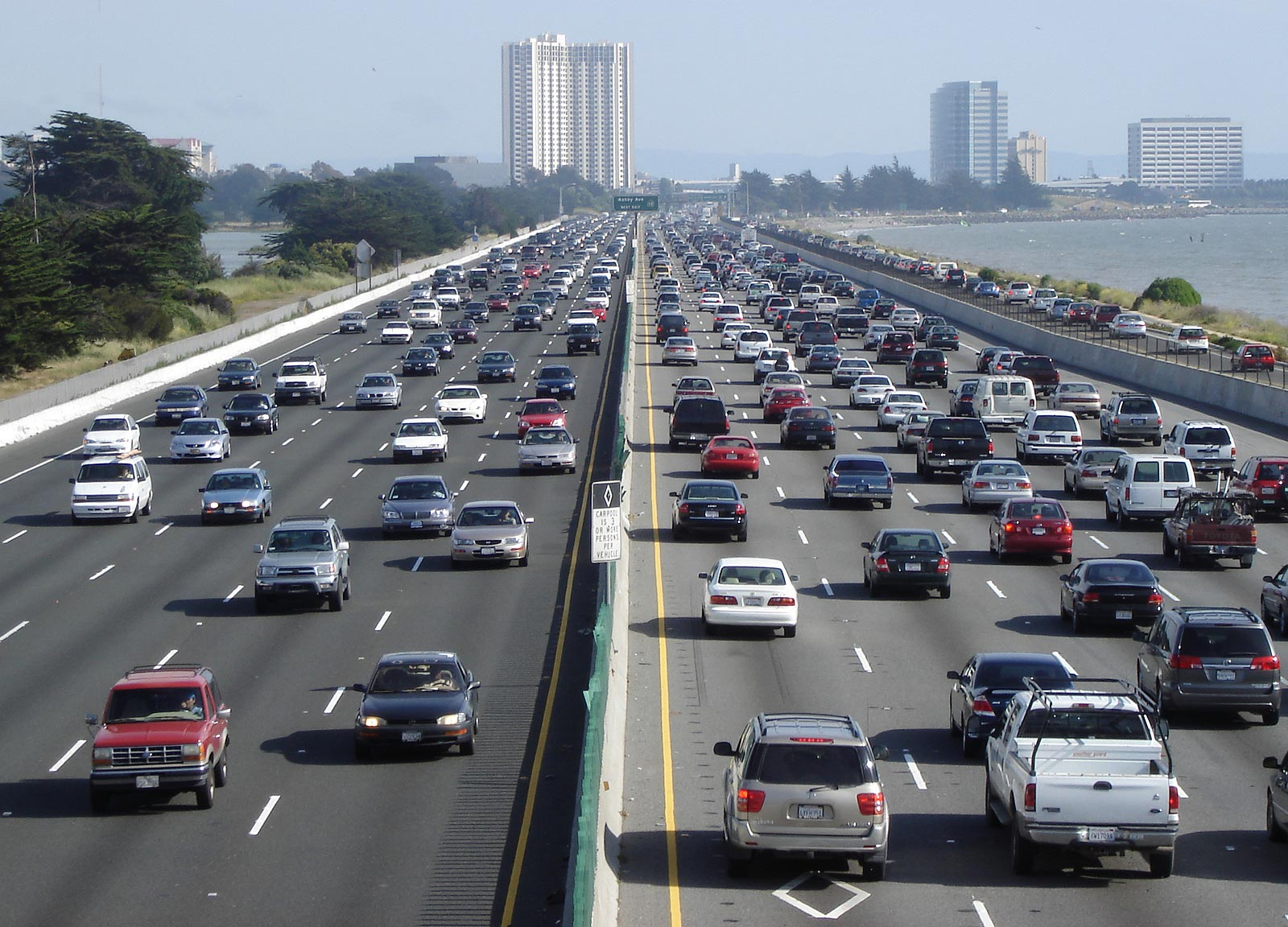

Движение на дорогах осуществляется участниками дорожного движения, то есть лицами, являющимися либо водителями, либо пассажирами, либо пешеходами.
Возможные транспортные средства включают объекты самых разных категорий: от ездовых животных и гужевых повозок до гусеничной техники. Также в дорожном движении участвуют пешеходы. Полоса движения, предназначенная для пешеходов ― тротуар или обочина дороги вне населённого пункта.
Дорожное движение обычно организовано с помощью обозначенных полос, перекрестков, развязок, светофоров, дорожных знаков. В некоторых юрисдикциях могут быть очень подробные и сложные правила дорожного движения, в то время как другие больше полагаются на здравый смысл водителей и их готовность к сотрудничеству.
Цель организации дорожного движения ― безопасность участников и повышение эффективности использования автомобильного транспорта. Для этого в разных странах законодательно принимают Правила дорожного движения и систему норм, регулирующую права и обязанности дорожных служб, допустимые при строительстве дорог материалы и ответственность за нарушение правил. В частности, в Российской Федерации определяющими являются Правила дорожного движения, Кодекс об административных правонарушениях РФ и государственная система стандартизации ГОСТ.
Неудачная организация дорожного движения может привести к дорожным заторам и дорожно-транспортным происшествиям.

## История регулирования дорожного движения
В большинстве стран ещё до появления автомобилей появились правила, регулирующие очередность проезда перекрестков, устанавливающие необходимость сбрасывать скорость при приближении к перекрестку, запрет обгона на трудных участках дорог, было введено преимущество пешехода на движение, закрепилось правостороннее движение. Левостороннее движение принято, в частности, в Великобритании, Индии, Японии, Мьянме и на Кипре.
Стороны движения в странах предположительно связывают с уровнем милитаризации дорожного движения на момент законодательного определения в XVIII-XIX веках. Сторонники такой точки зрения утверждают, что разъезд гражданских экипажей и конных упряжей вправо значительно проще 
« — натягивать вожжи легче в сторону более сильной руки. . Пешим или конным воинам, напротив, сподручнее разойтись по левой стороне. В случае конфликта ударная рука с мечом ближе к противнику — а если до драки не дойдёт, то висящие слева на бёдрах клинки не ударятся друг о друга. Поскольку воины составляли меньшинство населения, а оружие в дороге со временем перестало быть необходимостью, постепенно стало доминировать правостороннее движение»

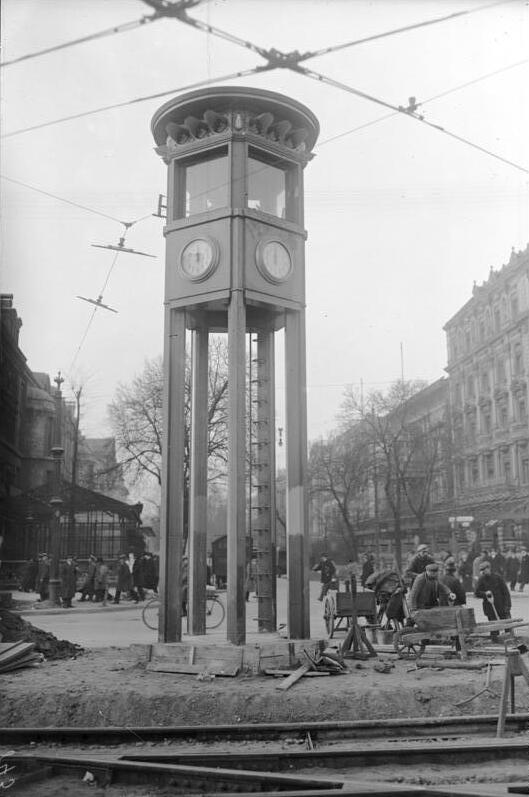
Первый в Германии уличный светофор, установленный в 1924 году на Потсдамской площади в Берлине

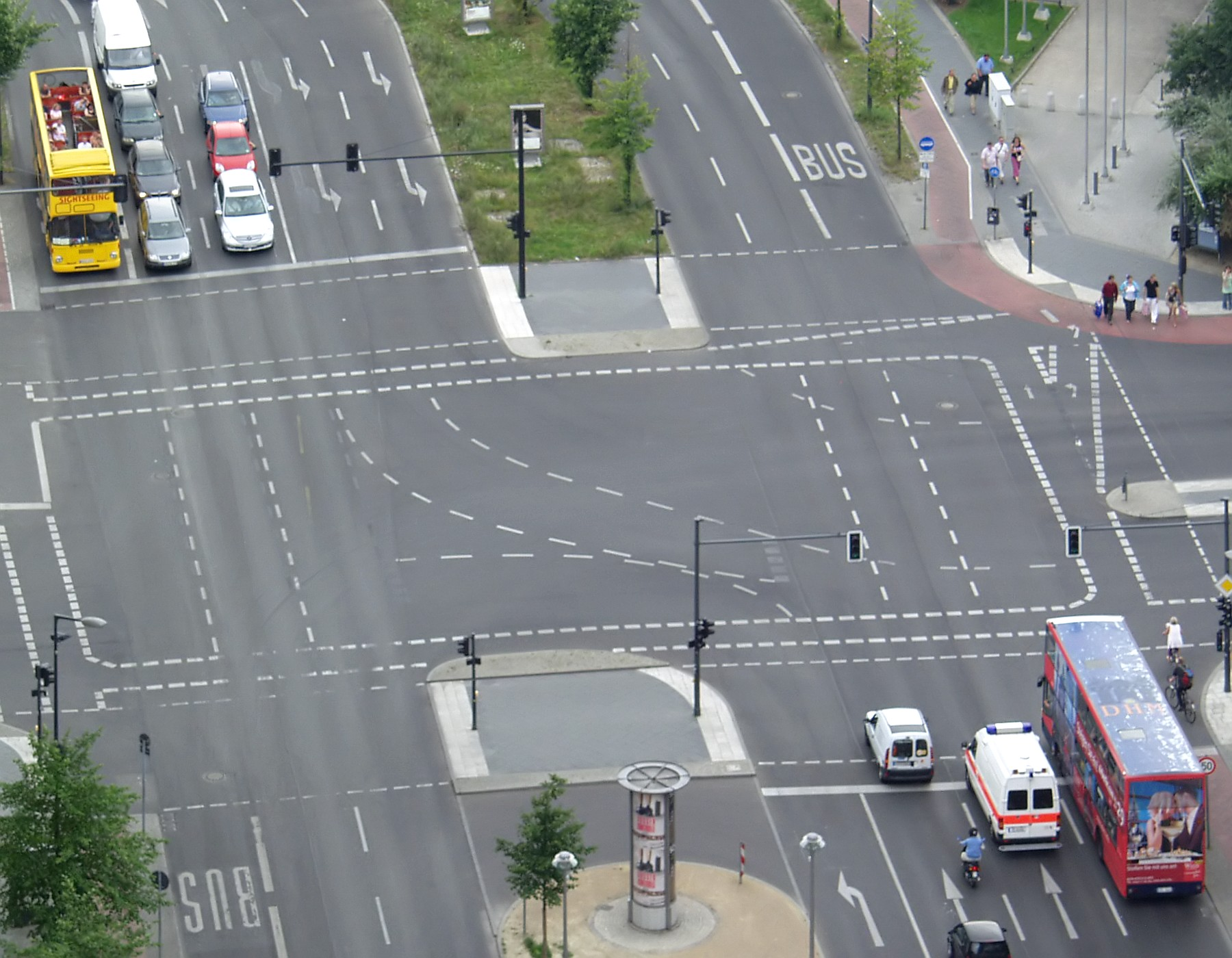
Перекрёсток с множеством дорожных разметок

В 1868 году в Лондоне перед зданием парламента был установлен семафор, при горизонтальном положении крыльев которого движение запрещалось, а при опущенных под углом 45 градусов крыльях можно было двигаться.
В 1893 году во Франции появились первые правила движения для автомобилей.
В 1909 году в Париже была принята первая международная конвенция, предусматривающая международные правила дорожного движения. В частности, она регламентировала дорожные знаки.
В 1914 году в США появились первые электрические светофоры. В 1918 году они появились и в Европе.
В 1911 году на Woodward Avenue в Детройте (на тот момент это была единственная бетонная дорога в мире) была нанесена осевая линия для разделения полос движения. Так появилась дорожная разметка.
В 1931 году в Женеве прошла международная конференция, на которой была принята единая европейская система дорожных знаков.
В 1955 году в Нью-Джерси на парковой дороге округов Мидлсекс и Монмут соорудили шумовые полосы — полосы из рифлёного бетона, производящие шум при движении по ним. Сейчас фрезерованные шумовые полосы широко используются в США, Канаде, Финляндии, Швеции, Норвегии. Их наносят при приближении к переходному переходу или опасному участку дороги, а также на разделительных полосах и обочинах междугородных дорог.
В 1966 году на двух автомагистралях в США впервые применили точки Боттса — приподнятые над дорогой светоотражательные маркеры, которые шумом предупреждали водителей о пересечении разметки.
В 1968 году в Вене представителями 68 стран мира была подписана Конвенция о дорожном движении.

## Ограничение скорости движения
На большинстве дорог в мире скорость ограничена (обычно 90-130 км/ч вне населённых пунктов), но на некоторых дорогах до сих пор не существует ограничений скорости. Самые известные из них — автобаны Германии.
Внутри населённых пунктов в большинстве европейских стран максимальная скорость составляет 50 км/ч.
Исключения — Греция — 40 км/ч, Азербайджан, Белоруссия, Россия — 60 км/ч.

## Бессветофорное движение
Светофоры снижают пропускную способность перекрёстков. Наихудшие результаты при этом демонстрируют светофоры со стрелкой левого поворота. Также сигналы светофора часто становятся причиной дорожно-транспортных происшествий, вызванных столкновением двух автомобилей, движущихся друг за другом. Это связано с тем, что водители едут быстрее и стараются держаться ближе к идущей впереди машине, так как боятся пропустить зеленый сигнал светофора. Также они часто они смотрят вверх на светофор, а не на дорогу.
Круговые перекрёстки с односторонним движением безопаснее, чем перекрестки, оснащенные светофорами. Они позволяют снизить число дорожных происшествий вдвое, а количество аварий с причинением серьезных увечий и смертельным исходом — на 60-90%.
При организации дорожного движения, основанной на устройстве перекрёстков таким образом, чтобы для безопасного 
разъезда автомобилей не требовался светофор, пешеходы пропускаются через дорогу с помощью подземных переходов.

## «Успокоение движения» и выделенные полосы

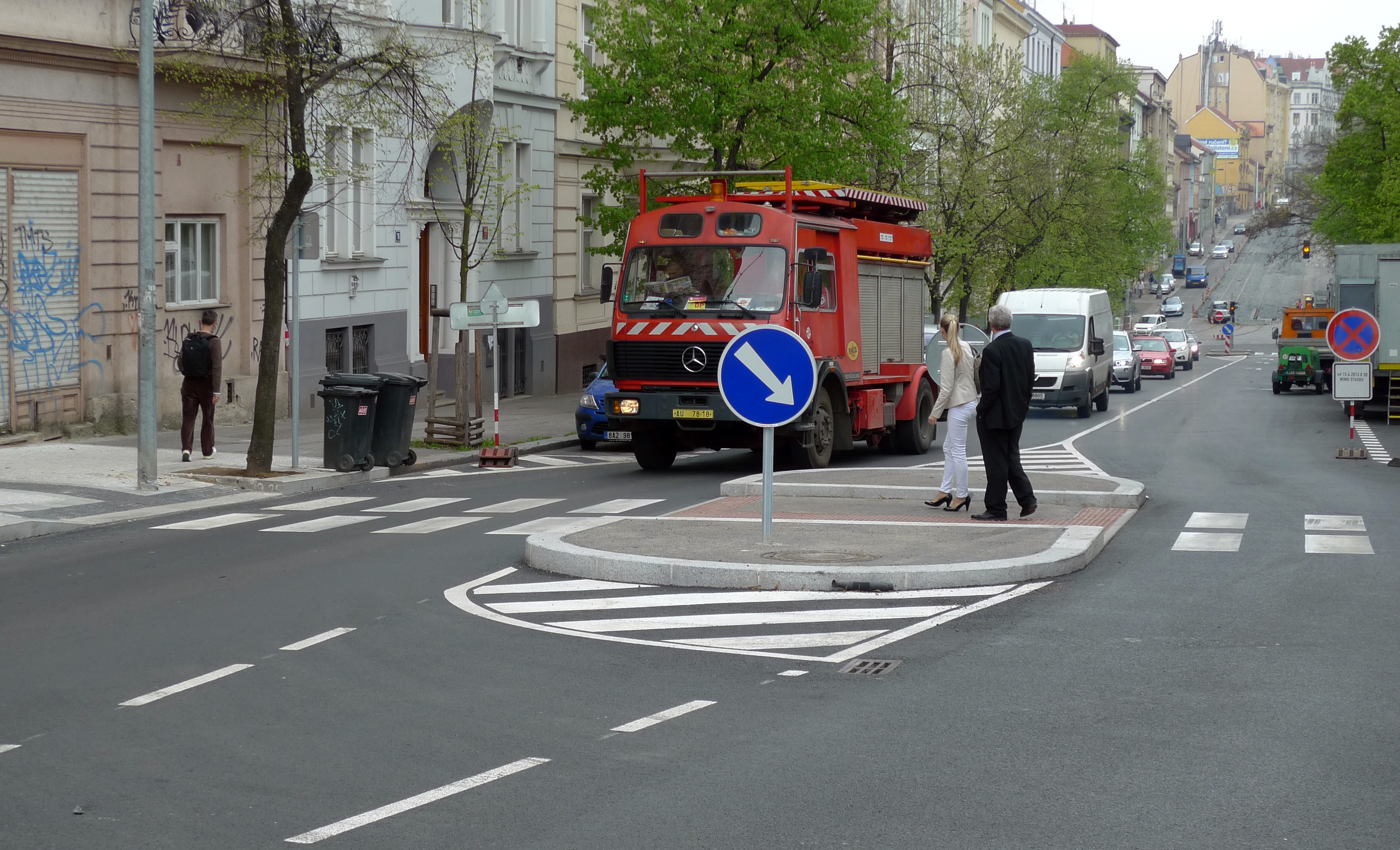
«Островок безопасности» на пешеходном переходе в Праге

В развитых странах в населённых пунктах применяют различные методы «успокоения движения» для повышения безопасности движения. Дороги специально делаются криволинейными, одноуровневые развязки — круговыми. Часто дороги огибают платформы трамвая, находящегося в центре улицы, что также обеспечивает безопасность подхода к остановке трамвая.
Отказ от концепции «приспособления к автомобилю» стал одной из значимых тенденций в развитии современного города за 
последние 15-20 лет, в первую очередь в странах Западной Европы. Целью является создание такой транспортной системы, которая позволяла бы жителям города рационально использовать различные способы передвижения: пешком и на велосипеде (внутри жилых районов), на личных автомобилях (при передвижениях в пригородах и между городами), на общественном транспорте (при передвижениях в центр города). Замещение индивидуального автотранспорта общественным транспортом позволяет повысить эффективность использования дорожной сети в два-три раза. Для общественного транспорта (автобусов, троллейбусов) всё чаще используют выделенные полосы движения.

## Интеллектуальные транспортные системы

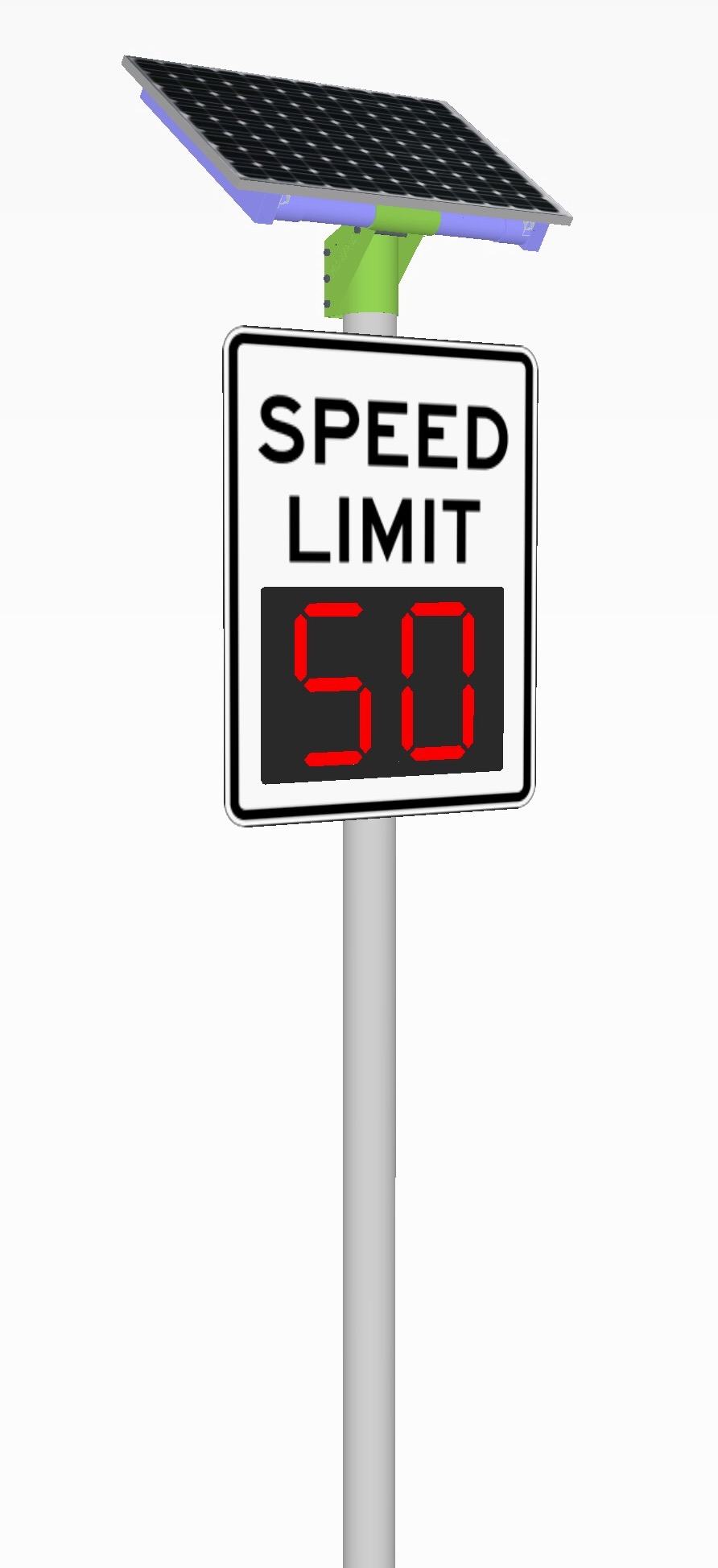
Дорожный знак с переменным ограничением скорости (в зависимости от дорожной обстановки)

Япония, с её небольшой  территорией и крайне загруженной дорожной сетью, несла 
значительные потери от пробок. В 1996 году там была внедрена система информирования водителей при 
помощи встраиваемых в машины устройств (Vehicle Information and Communication System, 
VICS). Бортовые системы обрабатывали получаемые данные о загрузке дорог и предлагали водителям оптимальный маршрут.
Одной из первых стран, где была внедрена интеллектуальная транспортная система, стал также Сингапур, в котором на дорогах через каждые 500 метров установлены детекторы транспорта.
В Москве в 2016 году была внедрена интеллектуальная транспортная система, использовавшая к 2019 году свыше 3,5 тыс. датчиков движения транспорта, и управляющая светофорами. С момента внедрения этой системы в два раза снизилось число ДТП, а средняя скорость движения увеличилась на 13%.